# 克拉克頓 (北卡羅萊納州)
克拉克頓（英語：Clarkton）是一個位於美國北卡羅萊納州布拉登縣的城鎮。

## 人口
根據2020年美國人口普查的數據，克拉克頓的面積為3.24平方千米，當中陸地面積為3.23平方千米，而水域面積為0.01平方千米。當地共有人口614人，而人口密度為每平方千米190人。